# Abbato (California)
Abbato es un antiguo asentamiento del condado de Merced, California. Se encuentra en Southern Pacific Railroad 1,25 millas (2 km) al este-sureste de Los Baños, a una altitud de 118 pies (36 m). Abbato todavía figuraba en los mapas del Servicio Geológico de los Estados Unidos de 1921.